# Rue Sainte-Lucie (Toulouse)
Pour les articles homonymes, voir Rue Sainte-Lucie.
La rue Sainte-Lucie (en occitan : carrièra de Santa Lucia) est une voie de Toulouse, chef-lieu de la région Occitanie, dans le Midi de la France.

## Situation et accès

### Description
La rue Sainte-Lucie est une voie publique. Elle se situe au cœur du quartier du Fer-à-Cheval, dans le secteur 2 - Rive gauche. Longue de 398 mètres, elle est large de 10 mètres dans les parties les plus anciennes, lors du percement de la rue en 1840, et de 20 mètres dans les sections élargies dans la deuxième moitié du XXe siècle. Elle naît à l'ouest de la place du Fer-à-Cheval, presque dans l'alignement du pont Saint-Michel. Elle reçoit successivement, à main gauche, les rues Jules-de-Lahondès, Malafosse, Delpy et de Cherbourg, puis se termine au carrefour de la rue des Arcs-Saint-Cyprien.
La chaussée compte une voie de circulation automobile en sens unique, de la place du Fer-à-Cheval vers la rue des Arcs-Saint-Cyprien et une piste cyclable double sens. Par ailleurs, la rue appartient à une zone 30 et la circulation est limitée à 30 km/h.

### Voies rencontrées
La rue Sainte-Lucie rencontre les voies suivantes, dans l'ordre des numéros croissants (« g » indique que la rue se situe à gauche, « d » à droite) :
1. Place du Fer-à-Cheval
2. Rue Jules-de-Lahondès (g)
3. Rue de Malafosse (g)
4. Rue Delpy (g)
5. Rue de Cherbourg (g)
6. Rue des Arcs-Saint-Cyprien

### Transports
La rue Sainte-Lucie est parcourue et desservie par la ligne de bus 13. Elle débouche de plus sur la place du Fer-à-Cheval, où se trouvent la station du même nom, sur la ligne de tramway . Enfin, le long des allées Charles-de-Fitte se trouvent les arrêts des lignes de bus 1366.
Il existe des stations de vélos en libre-service VélôToulouse dans la rue Sainte-Lucie et à proximité : les stations no 37 (53 rue Sainte-Lucie), no 70 (5 place du Fer-à-Cheval) et no 71 (3 rue Charles-Laganne).

## Odonymie
La rue est, d'après le géographe toulousain Jean Coppolani, nommée en hommage à Lucie de Syracuse, martyre et sainte chrétienne des IIIe et IVe siècles, qui souffrit le martyre lors des persécutions de Dioclétien. Il lui fut attribué l'année même de son aménagement, en 1840. Par ailleurs, deux rues voisines portèrent le nom de Sainte-Lucie : ce furent la petite-rue Sainte-Lucie (actuelle rue Jules-de-Lahondès) et la rue Traversière-Sainte-Lucie (actuelle rue Jean-de-Campaigno).

## Histoire

### Moyen Âge et période moderne
Au Moyen Âge et à l'époque moderne, la rue Sainte-Lucie n'existe pas. C'est là que commence la campagne toulousaine, à proximité du rempart du faubourg Saint-Cyprien et de la porte de Muret (emplacement de l'actuelle place du Fer-à-Cheval). Deux chemins, le chemin des Arcs au nord (actuelle rue des Arcs-Saint-Cyprien) et le chemin de Muret au sud (actuelle avenue de Muret), traversent la campagne. Les terres agricoles sont exploitées et mises en valeur par des métayers. On connait, à la fin du XVIIIe siècle, le domaine de Ferradou (actuel no 8 rue Henri-Lavigne), la propriété Bergès (à proximité de l'actuelle rue Sainte-Lucie) et le domaine de Palarin (emplacement de l'actuel no 32).

### Époque contemporaine
En 1840, dans le contexte de croissance démographique et de développement urbain du faubourg Saint-Cyprien au-delà de l'allée de Garonne (actuelles allées Charles-de-Fitte), la rue Sainte-Lucie est tracée afin de relier la place du Fer-à-Cheval, aménagée à la fin du XVIIIe siècle à l'emplacement de la porte de Muret, à la rue des Arcs. Entre la deuxième moitié du XIXe siècle et la première décennie du XXe siècle s'élèvent progressivement, le long de la voie nouvelle, de petites maisons toulousaines (actuels no 19, 21, 43 et 61 ; no 24) et de petits immeubles (actuels no 23, 27, 39, 41 et 55 ; no 4, 6, 10 à 22). En 1875, la plupart des maisons sont détruites à la suite de la crue de la Garonne, qui ravage toute la rive gauche du fleuve. L'urbanisation se poursuit cependant, à la suite du percement de nouvelles rues entre la rue Sainte-Lucie et la rue du Cimetière-Saint-Cyprien : la rue Lavigne en 1845 (actuelle rue Henri-Lavigne), la rue Delpy en 1848, la rue Jean-Abadie en 1860 (actuelle rue Cany), la rue Lamarque en 1865 (actuelle rue de Cherbourg), la rue Traversière-Sainte-Lucie en 1880 (actuelle rue Jean-de-Campaigno), la petite-rue Sainte-Lucie en 1904 (actuelle rue Jules-de-Lahondès) et la rue Traversière-de-Campaigno en 1912 (actuelle rue de Malafosse).
En 1921, la municipalité achète la propriété de M. Pérès (actuel no 17) pour y ouvrir la Maison des mères, une institution sociale qui propose d'accueillir et de venir en aide à une quarantaine de futures mères isolées, généralement célibataires, à partir du septième mois de grossesse, et jusqu'à sept mois après l'accouchement. Elles y trouvent une aide financière, médicale et morale. Ainsi, ce sont 1436 mères qui y sont reçues entre 1921 et 1938. En 1976, la nouvelle crèche traditionnelle et un Foyer maternel sont inaugurés dans les bâtiments de la Maison des mères.

## Patrimoine et lieux d'intérêt

### Établissements scolaires

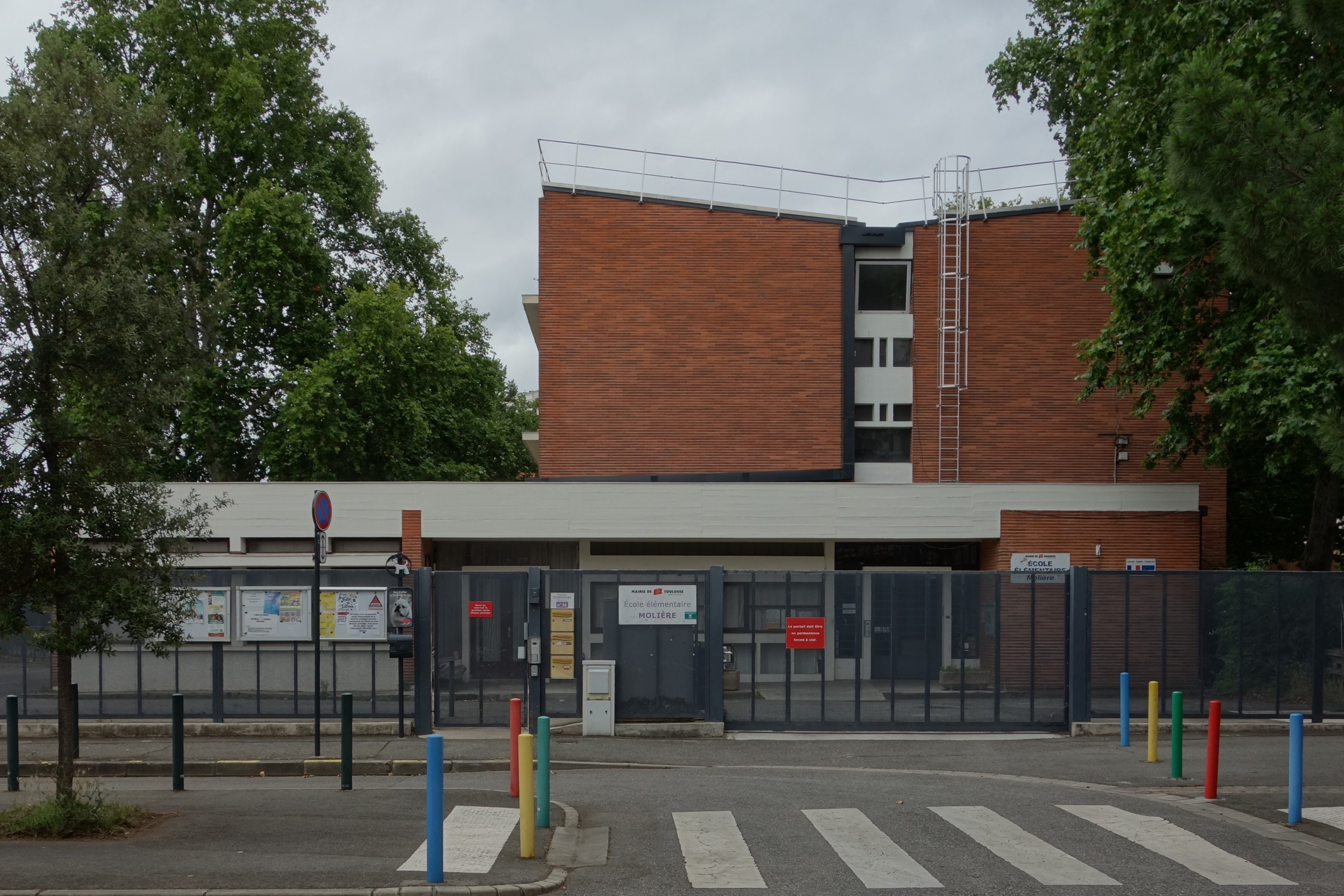
no 34 : école élémentaire Molière.

- no  32-36 : groupe scolaire Molière. 
Le groupe scolaire Molière regroupe une école maternelle (actuel no 32) et une école élémentaire (actuel no 34). Construit entre 1963 et 1964 dans le style moderne, il est représentatif de l'architecture scolaire des Trente Glorieuses. Il se compose de trois bâtiments disposés perpendiculairement à la rue Sainte-Lucie. Le bâtiment principal s'élève sur deux étages et il est couvert par un toit à longs pans inversés. Le bâtiment de la maternelle, en rez-de-chaussée, est surmonté d'un toit-terrasse. Le bâtiment le plus petit (actuel no 36) abrite les logements de fonction[13],[14].

- no  38 : collège Clémence-Isaure. 
Le collège Clémence-Isaure est ouvert en 1957 comme une annexe du lycée Pierre-de-Fermat. Le projet doit permettre de répondre à la croissance des effectifs scolaires et vient compléter l'offre proposée par l'ancien lycée (actuel lycée Pierre-de-Fermat) et le nouveau lycée (actuel lycée Bellevue). L'annexe occupe une ancienne demeure, complétée par la construction de nouveaux bâtiments, entre la rue des Arcs-Saint-Cyprien et la rue Sainte-Lucie, entre 1959 et 1961[15],[16].

### Immeubles et maisons
- no  2 : résidence Les Comtes de Toulouse.
La résidence Les Comtes de Toulouse est construite en 1975 par l'architecte Jacques Villemur pour le compte de l'Auxiliaire Foncière[17]. L'immeuble, qui occupe une vaste parcelle entre la place du Fer-à-Cheval (actuel no 8), la rue Sainte-Lucie et les allées Charles-de-Fitte (actuel no 1), s'élève sur 7 étages. Il est représentatif d'un style postmoderne qui se développe à partir de la deuxième moitié des années 1970 et qui reprend des éléments du vocabulaire néo-classique toulousain, particulièrement dans l'utilisation de la brique en parement et du béton enduit imitant la pierre. Les travées sont séparées par des bandes verticales de briques. Au rez-de-chaussée, les grandes ouvertures de boutiques ont des agrafes en béton. Au 1er et du 3e au 6e étage, les fenêtres ont des balconnets, et au 2e étage des balcons plus larges en béton, tous dotés de garde-corps à motifs de cannes. Le dernier étage, en retrait, ménage une terrasse[18].

- no  39 : maison (début du XXe siècle)[19].